# Michael Hug (Autor)

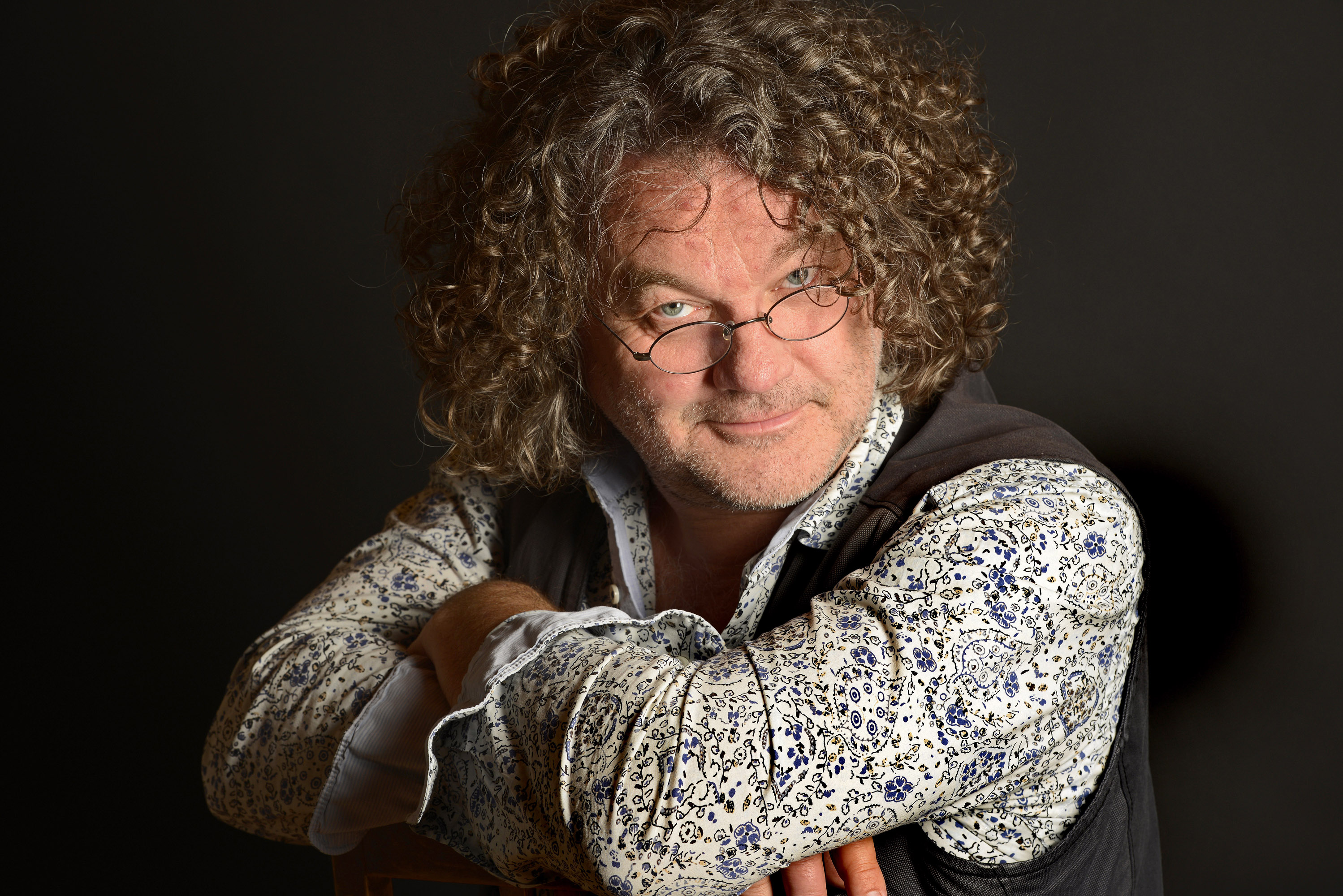
Michael Hug 2014

Michael Hug (* 30. Juni 1959 in Flawil) ist ein Schweizer Reisereporter und Buchautor.

## Leben
Michael Hug wurde in der Ostschweiz als Sohn eines Schweizers und einer Österreicherin geboren. Er lernte einen technischen Beruf, wirkte bis zum Alter von 41 Jahren als Dienstleistungsbauer im Maschinenbau und arbeitete in der Funktion weltweit. Nach eigener Erzählung gab er 1999 in Moskau seinen Beruf auf. Er schreibt seit 2000 als freier Journalist mit dem Schwerpunkt Reisen und Kultur für Schweizer und österreichische Druckerzeugnisse. Von 2003 bis 2008 gab er die Reise- und Kulturzeitschrift Zeigerzine heraus als Plattform für regionale Autoren. In Flawil unterhielt er eine gleichnamige Galerie für regionale bildende Künstler. Er war zu der Zeit alleinerziehender Vater von drei Kindern.
In einer persönlichen Krise 2009 ging er auf Reisen, besuchte zuerst das Kloster Simonos Petras am Berg Athos. 2014 veröffentlichte er sein Buch Mediterranea, den ersten Band einer geplanten erzählenden Reisereportagenserie, in dem er sich auch mit seiner „Mitte-Lebens-Krise“ auseinandersetzt.
Über Mediterranea befand das St. Galler Tagblatt: „Michael Hug schreibt süffig, wechselt gern Stil und Ton. Da tauchen Mundartwörter auf wie dellinomol oder kreative wie bebartete Mönche oder hellgesehene Wasserader oder Sperrangeloffenheit.“ Über des zweiten Band Tre Vulcani, bei dem er sich an den Produktionskosten beteiligen musste, schrieb das Tagblatt: „Wenn er beim Reisen schreibt, verschwinden journalistische Authentizität und Faktentreue unter einem Jackett von pointierter, wuchtiger und oft ironischer Erzählkunst.“ Mit Lesungen, Bildern und Musik baute Hug das Bühnenprogramm Grips, Trips, Show & Tell auf.
2022 veröffentlicht Michael Hug seinen ersten Roman "Chacruna 05 – Ein Alpsteinpsychodrama", eine schräge Jeremiade auf das Leben mit einem ziemlich schrulligen Hauptdarsteller namens "Gipfel Held".

## Preise
2008 erhielt Michael Hug den „Ostschweizer Medienpreis“ für seine Reportage von den Orkney-Inseln mit dem Titel die regel ist: no rules! das ba'game, ein männerspiel über das Ba'Game, eine Art chaotisches Rugby, das einmal im Jahr in den Gassen von Kirkwall gespielt wird. Der Artikel war 2007 in Zeigerzine erschienen.

## Veröffentlichungen
- Mediterranea. Reisen mit Herz & Hirn. Hützen & Partner, Salenstein 2014, ISBN 978-3-906189-00-0
- Tre Vulcani. Hützen & Partner, Salenstein 2015, ISBN 978-3-906189-12-3

im eigenen Verlag „grippedbäg“, Degersheim:
- Saharaoui. 2016, ISBN 978-3-033-05840-8
- Tanganjika. 2017, ISBN 978-3-033-06460-7
- Sakartwelo. 2018, ISBN 978-3-033-06898-8
- Alexandrina. 2020, ISBN 978-3-033-08131-4
- Chacruna 05 – Ein Alpstein Psycho Drama. 2022, Roman, ISBN 978-3-033-09401-7
- Desert Train. 2023, ISBN 978-3-033-10102-9
- Khat – Ein Afrika Trip Drama. 2024, Roman, ISBN 978-3-033-10774-8